# Krzemlin
Krzemlin (deutsch Kremlin) ist ein Ort in der Stadt- und Landgemeinde Gmina Pyrzyce im Powiat Pyrzycki, Woiwodschaft Westpommern in Polen. Er liegt in der Neumark etwa 8 Kilometer südlich von Pyrzyce (deutsch Pyritz) und 44 Kilometer südöstlich von Stettin (polnisch Szczecin). In den Jahren 1975–1998 gehörte der Ort zur Woiwodschaft Stettin und wurde dann im Zuge der Verwaltungsreform der Woiwodschaft Westpommern übertragen.
Vor 1945 war Krzemlin Teil von Deutschland, heute ist es etwa 35 km von der deutsch-polnischen Grenze entfernt.

## Geschichte
Das Gut Kremlin war vom 13. Jahrhundert bis 1794 im Besitz der Familie von Belling. Anfang des 20. Jahrhunderts befand sich das sehr fruchtbare Land, auf dem unter anderem Weizen und Rüben angebaut wurden, im Besitz der Familie von Sydow.
Vor dem Zweiten Weltkrieg gehörte Kremlin zum Kreis Soldin in der Provinz Brandenburg und hatte zwei Ortsteile: Karolinsburg (polnisch Derczewko) und Mathildenhof (Krzenlinek). Die Gemeinde Kremlin zählte im Jahre 1933 374 Einwohner und 1939 im Jahre 416 Einwohner.

## Lage und Sehenswürdigkeiten
Krzemlin liegt nur 1,5 Kilometer westlich der Droga krajowa 3 bzw. der Europastraße 65 und einer Eisenbahnlinie, die durch den Ort Mielęcin (deutsch Mellentin) führt.
Im Ort selbst und um den Ort herum befinden sich mehrere kleine Weiher und Seen sowie kleinere Wälder. Ein großer Teil des Gebietes wird landwirtschaftlich genutzt.
In Kremlin gibt es eine dem heiligen Adalbert von Prag (polnisch Wojciech) geweihte katholische Kirche und ein altes Herrenhaus. Die Kirche wurde 1945 zerstört und in den Jahren 1988 bis 1991 wieder aufgebaut.
Am 5. Juni 2008 wurde in Krzemlin ein E-Learning-Zentrum mit 16 Computern und Highspeed-Internetanschluss eröffnet, das im Rahmen des Projektes Centra kształcenia na odległość na wsiach vom Europäischen Sozialfonds mitfinanziert wurde.
Weiterhin befindet sich am Dorfrand ein sogenannter „Motopark“, also eine Quadstrecke.